# Дубешня
Дубешня (біл. вёска Дубешня) — село в складі Крупського району Мінської області, Білорусь. Село підпорядковане Ігрушківській сільській раді, розташоване в східній частині області.
Рішенням Мінської обласної ради депутатів від 28 травня 2013 року, щодо змін адміністративно-територіального устрою Мінської області, село Дубешня, уже колишньої Нацької сільської ради, підпорядковане Ігрушківській сільській раді.